# Vivek Katju
Vivek Katju es un diplomático, indio retirado.
- En 1975 incorporó al Servicio de Relaciones Exteriores de la India y sirvió en El Cairo, Abu Dhabi  y Kuala Lumpur.
- Sirvió como Secretario Adjunto para las Departamentos: Irán, Pakistán, Afganistán y como adicional y especial Secretario Políticos y Organizaciones Internacionales, Secretario Oeste.
- En diciembre de 1985 fue secretario de embajada en Washington, D C.
- En 1990 fue secretario de embajada en Suva y comparó la biografía de Kailash Nath Katju con Mi lucha.
- En 1999  negoció sobre la Indian Airlines Flight 814.
- En 1999 durante la Guerra de Kargil fue secretario de enclace del departamento Pakistan en el Ministerio de Asuntos Exteriores.
- En julio de 2001 era miembro del equipo negociador en la Agra summit.
- De agosto de 2001 a febrero de 2002 fue embajador en Rangún (Myanmar).
- Del 15 de marzo de 2002 a enero de 2005 fue embajador en Kabul (Afganistán).
- De febrero de 2005 a octubre de 2006 fue embajador en Bangkok (Tailandia).
- De 2009 a 2011 fue secretario del Ministerio de Asuntos Exteriores en Nueva Delhi.
- En agosto de 2011 se retiró.[3]